# Ernst Nievergelt
Ernst Nievergelt (23 de março de 1910 — 1 de julho de 1999) foi um ciclista suíço.
Em 1935, Nievergelt venceu o Campeonato de Zurique na categoria amador.
Competiu representando a Suíça nos Jogos Olímpicos de Verão de 1936 em Berlim, Alemanha, na prova de estrada individual, conquistando a medalha de bronze. Ele também se juntou com os compatriotas Edgar Buchwalder e Kurt Ott para ganhar a medalha de prata na prova de estrada por equipes, que correu mais de 100 quilômetros no AVUS-Nordschleife.
De 1937 a 1939, ele competiu em corridas profissionais. Em 1937, ficou em segundo lugar em Berlim. Sua única vitória como profissional foi em 1938, quando venceu a nona etapa da competição Volta Internacional da Alemanha. Na competição Volta à Suíça, terminou em sexto lugar na classificação e décimo nono no geral.